# Psilota kroshka
Psilota kroshka är en tvåvingeart som beskrevs av Mutin 1999. Psilota kroshka ingår i släktet sotblomflugor, och familjen blomflugor. Inga underarter finns listade i Catalogue of Life.